# Kattehale mose
Kattehale mose este o arie protejată (arie specială de conservare — SAC, sit de importanță comunitară — SCI) din Danemarca întinsă pe o suprafață de 8 ha, integral pe uscat.

## Localizare
Centrul sitului Kattehale mose este situat la coordonatele 55°51′22″N 12°22′14″E / 55.856111°N 12.370556°E.

## Înființare
Situl Kattehale mose a fost declarat sit de importanță comunitară în mai 1998 pentru a proteja 2 specii de animale. Situl a fost protejat și ca arie specială de conservare în decembrie 2011.

## Biodiversitate
Situată în ecoregiunea continentală, aria protejată conține 8 habitate naturale: Lacuri și iazuri distrofice naturale, Păduri de fag Asperulo-Fagetum, Păduri aluvionare cu Alnus glutinosa și Fraxinus excelsior (Alno-Padion, Alnion incanae, Salicion albae), Mlaștini turboase de tranziție și turbării mișcătoare, Lacuri eutrofice naturale cu vegetație de tip Magnopotamion sau Hydrocharition, Mlaștini împădurite, Păduri acidofile de stejar bătrân cu Quercus robur pe câmpii nisipoase, Depresiuni pe substraturi de turbă de Rhynchosporion.
La baza desemnării sitului se află mai multe specii protejate:
- amfibieni (1): triton cu creastă (Triturus cristatus)
- nevertebrate (1): libelule (Leucorrhinia pectoralis)